# Олдершот (футбольний клуб)
«Олдершот» (англ. «Aldershot Football Club») — англійський футбольний клуб з Олдершот, графство Гемпшир. Заснований 1926 року, розформований 1992 року.

## Історія
Клуб дебютував на професійному рівні в 1927 році. У футбольній лізі Англії дебютував у третьому дивізіоні в сезоні 1932–1933, фінішувавши на 17-у місці. У цьому дивізіоні клуб відіграв до сезону 1957—1958, здебільшого посідаючи зазвичай місця внизу турнірної таблиці. З сезону 1958–1959 виступав у четвертому дивізіоні, відтепер Футбольна ліга Англії поділялась на чотири дивізіони, але «Олдершот» продовжує перебувати серед аутсайдерів турніру.
Сезон 1972–1973 років став знаковим для клубу — «Олдершот» посів четверте місце в четвертому дивізіоні та здобув право виступати в третьому дивізіоні. В сезоні 1973—1974 посіли восьму сходинку, що є досить пристойним результатом для дебютанта дивізіону це досить високий результат. Правда в наступному сезоні, футболісти з Олдершоту зупинились в кроці від вильоту, а ще через рік посівши 21 місце повернулись до четвертого дивізіону.
Лише в сезоні 1986–1987, посівши шосте місце в лізі, яке дає право на участь в плей-оф, та здобувши в ньому перемогу, ФК «Олдершот» повернувся до третього дивізіону, правда знову ненадовго. Вже в сезоні 1988–1989, посівши останнє, 24 місце, вибули до четвертого дивізіону, а на початку сезону 1991–1992 клуб взагалі був розформований.

## Рекорди
| Найкращий результат в лізі                    | Третій дивізіон Футбольної ліги 8-е місце, 1973–74               |
| Кубок Англії з футболу                        | П'ятий раунд, 1932–33 та 1978–79                                 |
| Кубок ліги                                    | Четвертий раунд, 1983–84                                         |
| Найбільше глядачів на домашньому матчі        | 19,138: проти Карлайл Юнайтед, Кубок Англії, 28 січня 1970       |
| Найбільше голів за сезон                      | 83, Третій дивізіон Футбольної ліги, 1963–64                     |
| Найкращий голеадор                            | Джек Говарт; 171, 1965—1977                                      |
| Найбільше матчів                              | Мюррей Броді; 461, 1970—1983                                     |
| Найбільший трансфер, гравець прийшов до клубу | £54,000: Колін Гарвуд з Портсмута, лютий 1980 року               |
| Найбільший трансфер, гравець пішов з клубу    | £150,000: Тоні Ланг до Вулвергемптон Вондерерз, липень 1989 року |